# Luciérnagas (película)
Luciérnagas es una película dramática de temática LGBT de 2018 dirigida por la iraní Bani Khoshnoudi. Fue estrenada el 6 de diciembre de 2019 en la Cineteca de México.

## Sinopsis
La película se centra en la historia de Ramín (Arash Marandi), un joven gay iraní que huyó de la represión sexual de su país y busca exiliarse en México. En dicho país conoce a Leti (Flor Edwarda Gurrola), la encargada del hotel donde se hospeda, y a Guillermo (Luis Alberti), un salvadoreño que también ha migrado, con quienes vivirá el drama de la inmigración contemporánea.

## Premios y nominaciones
Luciérnagas ha sido nominada en los siguientes festivales y premios de cine:
| Año  | Lugar                                                    | País           | Categoría                                       | Nominada/o           | Resultado |
| ---- | -------------------------------------------------------- | -------------- | ----------------------------------------------- | -------------------- | --------- |
| 2019 | Toulouse Latin America Film Festival                     | Francia        | Gran Premio a largometraje de ficción           | Bani Khoshnoudi      | Nominada  |
| 2019 | Miami Film Festival                                      | Estados Unidos | Mejor película - HBO Ibero-American Competition | Bani Khoshnoudi      | Ganadora  |
| 2019 | Lleida Latin-American Film Festival                      | España         | Mejor actor                                     | Arash Marandi        | Ganador   |
| 2019 | Festival du Film Lesbien, Gay, Bi, Trans & ++++ de Paris | Francia        | Grand Prize Chéries-Chéris                      | Bani Khoshnoudi      | Nominada  |
| 2020 | Premios Ariel                                            | México         | Mejor actriz                                    | Flor Edwarda Gurrola | Nominada  |